# Adhemar Ferreira da Silva
Adhemar Ferreira da Silva (São Paulo, 29 de setembro de 1927 – São Paulo, 12 de janeiro de 2001) foi um atleta brasileiro, primeiro bicampeão olímpico do país, primeiro atleta sul-americano bicampeão olímpico em eventos individuais, recordista mundial do salto triplo cinco vezes e primeiro atleta a quebrar a barreira dos 16m no salto triplo.
Conquistou medalhas de ouro no salto triplo na Olimpíada de Helsinque em 1952 - superando o recorde mundial - e na Olimpíada de Melbourne em 1956. Foi também tricampeão em Jogos Pan-Americanos: Buenos Aires em 1951, Cidade do México em 1955 - superando pela segunda vez o recorde mundial - e Chicago em 1959.
Em 2012, foi imortalizado no Hall da Fama do Atletismo. Ele é o único brasileiro a representar o país no salão da Federação Internacional de Atletismo (IAAF), criado como parte das celebrações pelo centenário da instituição.

## Primeiros anos
Adhemar era filho único de uma família humilde que morava em um porão no centro da Casa Verde. Segundo o próprio, "eles saíam para trabalhar e eu ficava cuidando da casa. Eu via, eu tinha sete para oito anos, os outros garotos, nas ruas, brincando, e eu tinha essa vontade de brincar também. Só que as minhas obrigações de casa não me permitiam fazer isso". Depois do ensino primário em um colégio de freiras, Adhemar estudou escultura na Escola Técnica Federal de São Paulo, se formando em 1948.

## Carreira
Adhemar começou a competir em 1947. Nesse ano, conversando com José Márcio Cato, da equipe de atletismo do São Paulo, ele gostou da sonoridade da palavra atleta e resolveu começar a praticar o esporte defendendo a camisa do São Paulo Futebol Clube.
Aos dezoito anos, após receber algumas instruções básicas, saltou 12,9m, impressionando o técnico do São Paulo, Dietrich Gerner. Sua primeira competição foi no Troféu Brasil em 1947, obtendo a marca de 13,05 metros. Em dezembro de 1950, saltou 16m e igualou o recorde mundial do japonês Naoto Tajima, em vigor desde 1936. Em 30 de setembro de 1951, marcou 16,01 m no Rio de Janeiro, tornando-se recordista absoluto e primeiro atleta na modalidade a passar dos 16 m. É pentacampeão sul-americano e tricampeão panamericano (1951, 1955 e 1959). Venceu o campeonato luso-brasileiro, em Lisboa em 1960. Foi dez vezes campeão brasileiro, tendo mais de quarenta títulos e troféus internacionais e nacionais. Possuía um estilo elegante e altivo ao saltar, tendo como marca principal o equilíbrio.
No ano de 1955, o esportista chegou ao Vasco para brilhar no atletismo do clube. Depois de sagrar-se campeão olímpico em 1952, bicampeão panamericano e recordista mundial de salto triplo. Além de treinar na pista de atletismo que circundava o campo, Adhemar também estudava na Escola de Educação Física do Exército e trabalhava no jornal Última Hora. A lista de títulos enquanto era atleta do Vasco é extensa: cinco títulos estaduais; dois do Troféu Brasil, a medalha de ouro na Olimpíada Melbourne-1956 (sua segunda seguida, tornando-se o primeiro atleta brasileiro bicampeão olímpico de fato; desde então dois ouros seguidos foram conquistados por seis jogadoras da Seleção Brasileira de Voleibol Feminino em Londres 2012, e as velejadoras Martine Grael e Kahena Kunze em Tóquio 2020, mantendo Adhemar como o único homem e o único em prova individual) e a medalha de ouro nos Jogos Pan-Americanos Chicago-1959 (sua terceira consecutiva, tornando-se tricampeão panamericano). Encerrou sua carreira no Vasco, em 1960, logo após as Olimpíadas que aconteceram em Roma.

### Jogos Olímpicos

Retrato sob a guarda do Arquivo Nacional (Brasil).

Adhemar foi para os Jogos Olímpicos de Verão de 1948 em Londres e não conseguiu um bom resultado, ficando apenas em 11º lugar. Mas na Olimpíada de Helsinque, na Finlândia, em 1952, surpreendeu ao bater o recorde mundial que na época era de 16 metros, e ainda superou o feito por quatro vezes na mesma tarde (16,05 m, 16,09 m, 16,12 m e 16,22 m). Para agradecer os aplausos, correu os 400m da pista atlética, criando a "volta olímpica". Antes da prova, ele pediu à cozinheira finlandesa, que conhecera, um prato especial para sua volta: bife com salada. Ao voltar, Adhemar encontrou o prato e um bolo com a inscrição "16,22".

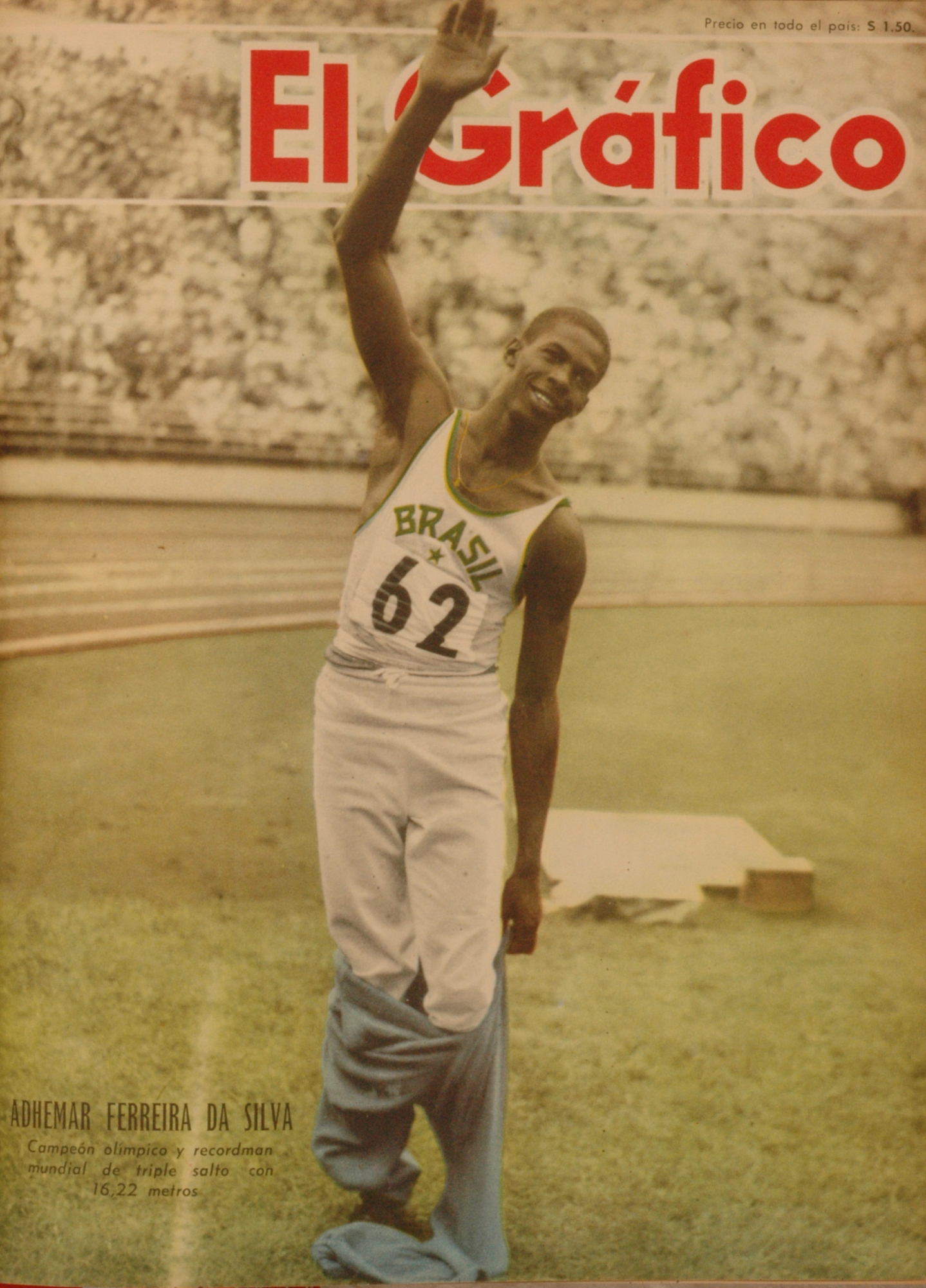
Adhemar Ferreira da Silva na capa da revista argentina El Gráfico do 5 de setembro de 1952.

Em Melbourne, 1956, dois dias antes da prova uma intensa dor de dente ameaçou o desempenho do atleta brasileiro, mas uma providencial ida ao dentista para uma punção resolveu o problema. Depois de um duelo com o islandês Vilhjálmur Einarsson, Adhemar consagrou-se campeão, tornando-se o até então único bicampeão brasileiro olímpico, com a marca de 16,35 metros. Ele só seria igualado 48 anos depois pelos iatistas Robert Scheidt, Torben Grael, Marcelo Ferreira e pelos jogadores de voleibol Giovanni e Maurício, todos bicampeões olímpicos em Atenas 2004. Pela vitória na Austrália, Adhemar recebeu o apelido de Canguru Brasileiro.
Por problemas pulmonares não diagnosticados pelos médicos, ele nem passou das eliminatórias em Roma, nos Jogos Olímpicos de Verão de 1960, com um salto de 15,07 m. Aos 33 anos, Adhemar já sofria de tuberculose. Desde os 16 anos, e mesmo durante seus dias de glória, Adhemar fumava um maço de cigarros por dia.
Em 1993, recebeu o título de Herói de Helsinque, junto com Emil Zatopek e em 2000 foi agraciado pelo COB com o Mérito Olímpico.

## Carreira de Ator
Em 1956, interpretou a Morte na peça Orfeu da Conceição, de Vinicius de Moraes e no filme franco-italiano Orfeu Negro, de 1959, feito a partir do texto teatral, que venceu o Oscar de melhor filme estrangeiro e a Palma de Ouro no Festival de Cannes. Foi revelado que ele recebeu a oferta do filme enquanto estudava educação física. Ele foi preferido para o papel de ator devido ao seu corpo atlético e não atuou em nenhum outro filme, pois não tinha muito interesse em fazer filmes que acabaram encerrando sua carreira de ator. A antropóloga americana Ann Dunham afirma que Orfeu Negro era o filme favorito de seu filho, o ex-presidente Barack Obama.
Por conta desse filme, Adhemar ainda é reconhecido como um dos poucos medalhistas de ouro olímpicos que desempenhou um papel importante no cinema.

## Pessoal
Estudou  Educação Física na Escola do Exército, Direito na Faculdade Nacional de Direito da Universidade do Brasil (1968) e Relações Públicas na Faculdade de Comunicação Social Cásper Libero (1990).
 

Em 1993, Adhemar foi entrevistado pelo Museu da Pessoa, contando sobre momentos marcantes de diferentes fase de sua vida pessoal e profissional. Ao ser perguntado sobre o retorno para o Brasil após sua primeira medalha de ouro nas olimpíadas, o atleta demonstra a reação de sua mãe ao lhe dizer que a família não poderia aceitar uma casa que lhe seria dada pelos leitores da Gazeta Esportiva:
Eu digo: "Tudo bem mamãe, eu tenho que explicar uma coisa à senhora - nós não vamos receber esta casa." "Por quê?" "Porque se recebermos, eu serei considerado profissional." [...] Ela me perguntou o que era ser profissional, e eu disse que ser profissional significa não mais poder participar das competições, e possivelmente não mais dar uma alegria da senhora estar aqui visitando o Rio, com esta mordomia toda, etc., e além do mais eu terei que devolver a medalha de ouro. Então, diante disso, a minha mãe disse: "Bem, meu filho, não vamos receber essa casa. Essa casa talvez não traga a felicidade que a gente espera." Então eu fiquei satisfeitíssimo porque ela de pronto entendeu. Agora podem notar o que era dificuldade, quer dizer um atleta não ganhava, não podia ganhar, não podia ter auxílios, e eu trabalhava pela manhã, trabalhava à tarde, estudava à noite, e treinava em hora de almoço.
Além de detalhes de sua vida como atleta, Adhemar conta sobre quando trabalhou em um ateliê de escultura após se formar na Escola Técnica de São Paulo, sendo um dos responsáveis pelos bustos de Matarazzo, e como servidor da prefeitura de São Paulo durante a gestão de Jânio Quadros. Somado a isso, também  foi comentarista esportivo, locutor da Rádio Panamericana, e colunista do jornal carioca Última Hora. Poliglota, foi adido cultural na embaixada brasileira em Lagos, Nigéria, entre 1964 e 1967.

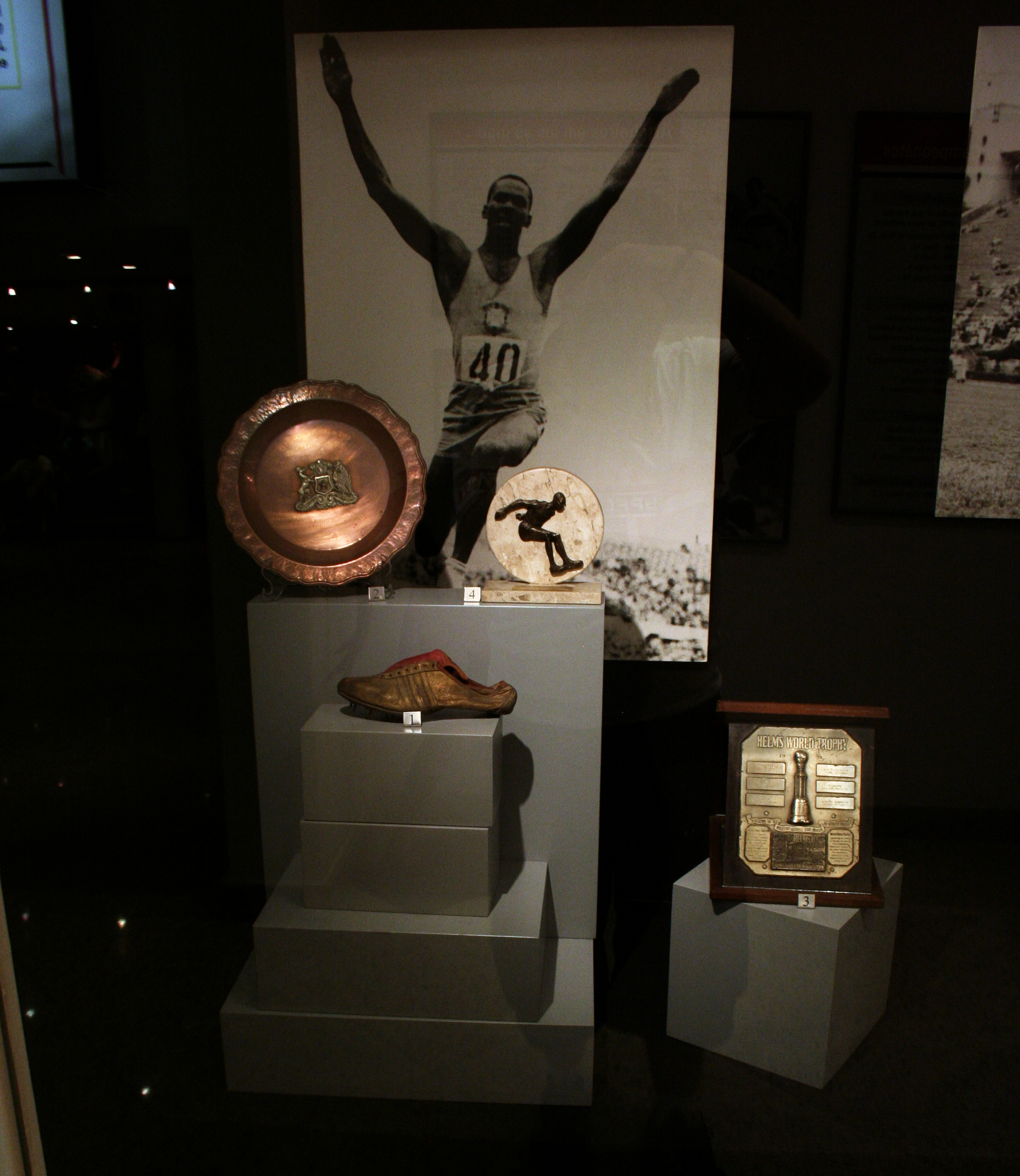
Homenagem a Adhemar Ferreira da Silva em memorial localizado no estádio Morumbi.

No escudo do São Paulo Futebol Clube as duas estrelas douradas que estão na parte de cima foram adotadas em sua homenagem. Elas se referem aos recordes mundiais batidos por ele em Helsinque 1952 e nos Jogos Pan americanos da Cidade do México em 1955, quando conseguiu a melhor marca de sua vida, 16,56m, quebrando pela quinta vez o recorde mundial. Adhemar se transferiu para o carioca Club de Regatas Vasco da Gama em 1955, conquistou o bicampeonato olímpico quando era atleta do clube carioca e por ele encerrou sua carreira em 1960. Vencedor até a sua última prova, encerrou sua última competição oficial como campeão carioca no salto triplo com a marca de 15,58 m, disputada no Estádio Célio de Barros em 1 de outubro de 1960. 
Teve dois filhos, Adhemar Júnior (1958-1986) e Adyel.
Morreu no Hospital Santa Isabel, em São Paulo, em 12 de janeiro de 2001, aos 73 anos.

## Legado
Os saltos de Adhemar inauguraram a tradição brasileira nas provas de salto triplo. Depois dele, surgiram Nelson Prudêncio, prata na Cidade do México 1968 e bronze em Munique 1972, João Carlos de Oliveira, o João do Pulo, bronze em Montreal 1976 e Moscou 1980 e ex-recordista mundial, e Jadel Gregório, atual recordista brasileiro e sul-americano, com 17,90m.
A Associação Internacional de Federações de Atletismo listou o ouro de Helsinque entre os 100 maiores momentos dos primeiros 75 anos do órgão em 1987, e em 2012 introduziu Adhemar no IAAF Hall of Fame.
Em 2021, uma placa em homenagem a Adhemar foi posta no Centro Esportivo Tietê, situado onde ficava o Clube de Regatas Tietê em que treinava. Em 2022, uma estátua de Adhemar foi erguida no bairro de Santana. Em 2023, foi inscrito no Livro de Aço dos Heróis da Pátria.